# Nicolas de Nicolaÿ
Nicolas de Nicolaÿ est un soldat et géographe français, né en 1517 à La Grave et décédé le 25 juin 1583 à Soissons.
Il devient géographe du roi Henri II, et également seigneur d'Arfeuille et de Belair.

## Variantes du nom
Nicolas de Nicolay est également connu sous les noms de :
- Nicolas d'Arfeuille
- Nicolas de Nicolay Arfeuille (seigneur d')
- Nicholas d'Arville
- Nicolas Nicolay Daulphinois
- Nicollo del Dolfinatto (en italien)
- Nicolas de Nicolaï
- Nicolaus Nicolai (en latin)
- Nicolay d'Arfeuille[1].

## Biographie

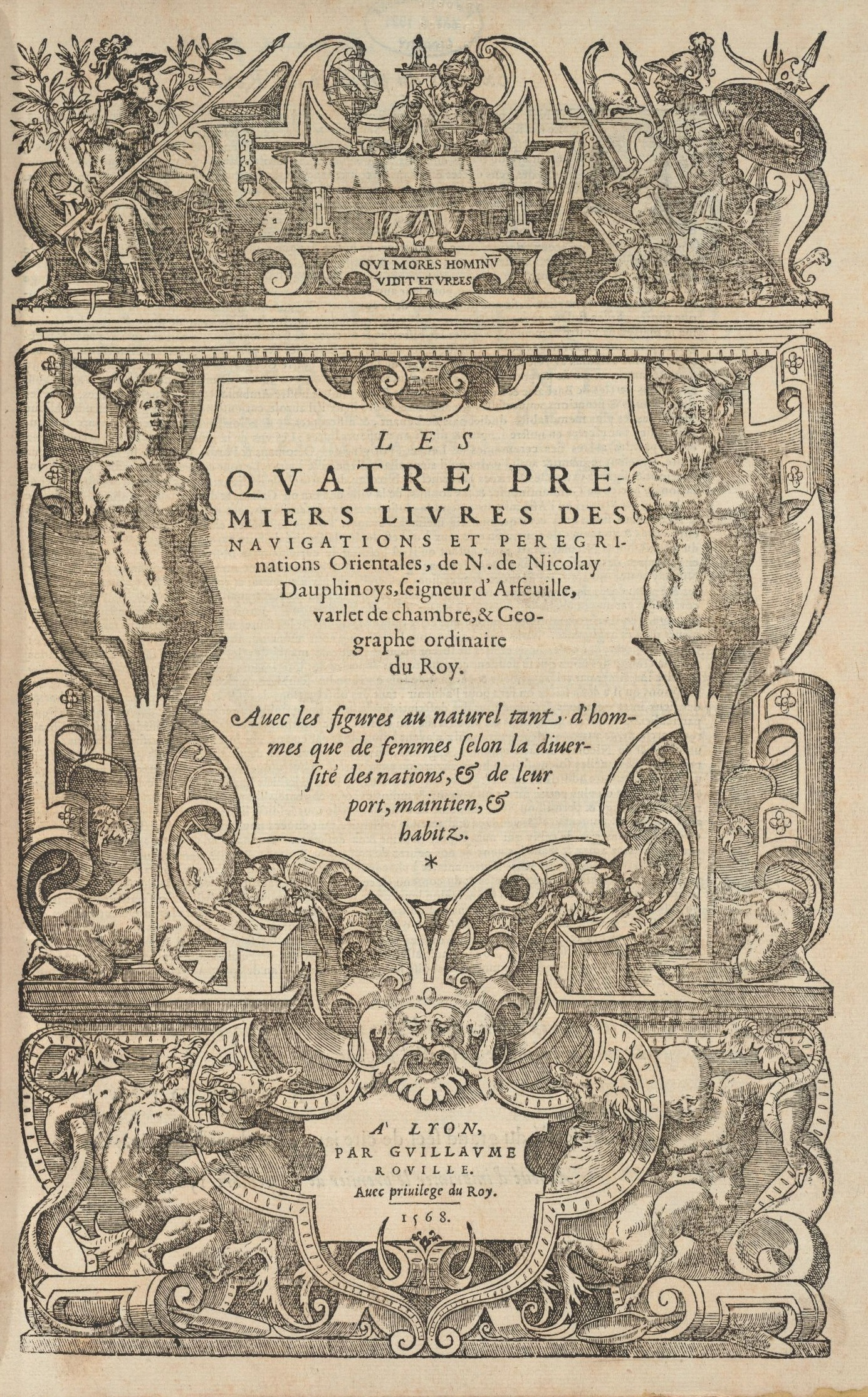
Nicolas de Nicolaÿ, page de titre de l'ouvrage Les quatre premiers livres des Navigations et pérégrinations orientales (Lyon: G. Roville, 1568).

Nicolas de Nicolaÿ est né à la Grave en Oisans, dans le Dauphiné, en 1517. En 1542, il part pour Lyon dans le but de faire une carrière militaire et il participe en tant qu'homme de guerre — pour le Dauphin Henri (le futur roi de France Henri II) — au siège de Perpignan alors aux mains de Charles Quint. En 1543, il participe au siège de Nice dans l'armée du roi de France François Ier, qui est alors allié avec Khayr ad-Din Barberousse, (qui est au service du sultan Soliman le Magnifique).
Il épouse en 1542 Jeanne de Steultinck, la veuve de N. de Buckingham, gouverneur d'Utrecht, de qui il a une fille, Suzanne, qui meurt jeune. Il devient ensuite veuf. Isabelle de Buckingham, la fille de Jeanne de Steultinck et de N. de Buckingham, belle-fille de Nicolas de Nicolaÿ, épouse en 1577 Antoine Mathé de Laval, un poète devenu capitaine du parc et château du Roi de Beaumanoir-lès-Moulins, qui succédera à Nicolay après sa mort en tant que géographe du roi.
Il voyage et cartographie pour le roi de France en Europe du Nord et Europe occidentale (Allemagne, Pays-Bas, Danemark, Suède, Angleterre, Écosse, Irlande, Suède, Italie, Espagne, Grèce et même Turquie) et prend part à des évènements militaires dans quasiment tous les pays qu'il visite. Il est possible que son travail pour la France aie aussi consisté en de l'espionnage.
À son retour en France, Henri II, qui a succédé à son père François Ier, le nomme son « géographe ordinaire » (avant le 9 mars 1555). De 1544 à 1560, il visite successivement le nord et le midi de l'Europe ainsi que l'Afrique du Nord. En 1549, il participe au siège de Boulogne pour le roi de France Henri II. En 1551, Henri II lui ordonne de suivre Gabriel d'Aramon, envoyé en ambassade auprès du Grand Turc, Soliman le Magnifique,. Il semble que Nicolas de Nicolaÿ aie entretenu longtemps une relation de collaboration avec le cosmographe du roi André Thevet, qui accompagne lui aussi la mission. Au cours de ce voyage, il a pour mission officieuse de faire des relevés topographiques des différents sites qu'il va visiter (dont Constantinople). Il s'arrête également à Alger dont il fait une description qui peut être considérée comme la première, très détaillée. Le 9 mars 1555, il obtient un « privilège » du roi pour pouvoir publier, avec la mention de son titre de géographe ordinaire du roi, un livre alliant ses récits et illustrations concernant ses voyages dans les contrées du sultan ; les livres composant Voyages en Turquie paraîtront en 1567 et auront beaucoup de succès (avec également des traductions).

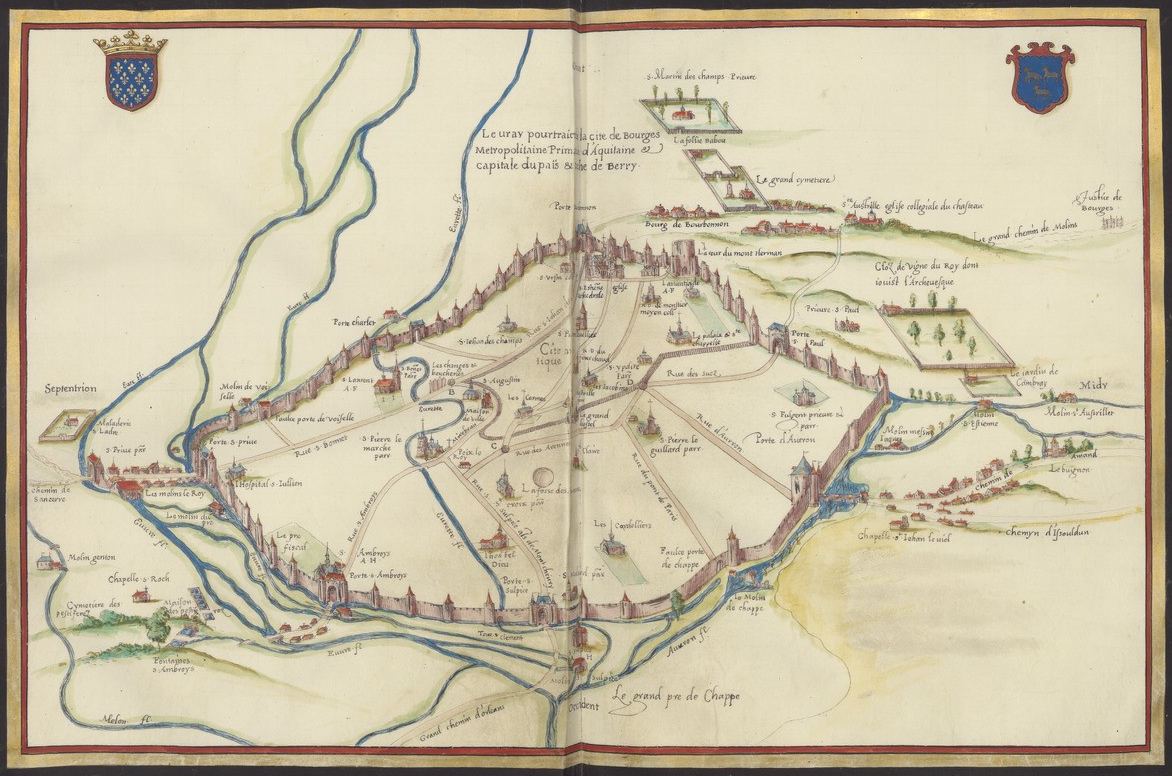
Nicolas de Nicolaÿ, plan de Bourges (1567), dans Description generale du païs et duché de Berry et diocese de Bourges.

Alors qu'il vit de nouveau en France (à proximité du château royal de Moulins, lieu qui sera sa principale résidence jusqu'à sa mort), en 1561, la reine régente de France Catherine de Médicis le charge de la description topographique des provinces françaises,. Ce qu'il fait pour le Duché de Berry et le diocèse de Bourges (ouvrages de 1567), le Bourbonnais (ouvrages de 1569) et pour Lyon et le Beaujolais (ouvrages de 1573),. En 1569, il dresse une première description des sources et fontaines chaudes de Vichy.
Le 25 juin 1583, il meurt — sûrement d'une maladie — à Soissons où il était commissaire d'artillerie pour une mission militaire,. Il a alors les titres de « commissaire d'artillerie » à Lyon, « valet de chambre et premier cosmographe du Roy » et « seigneur d'Arfeuille et de Bel-Air » en Bourbonnais.

## Travaux

### Auteur

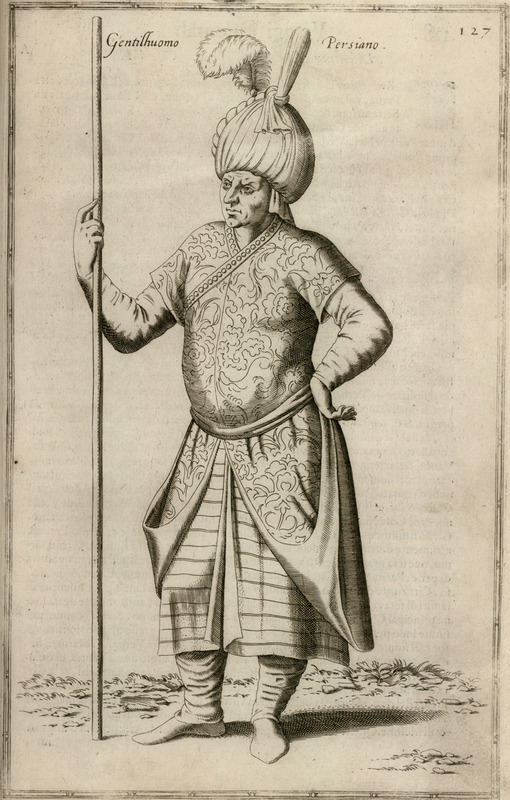
Gentilhomme persan, Nicolas de Nicolay, XVIe siècle.

Il est l'auteur de plusieurs ouvrages,, qui ont pu bénéficier de ses nombreuses illustrations. Parmi ceux-ci :
- Les quatre premiers livres des Navigations et Peregrinations Orientales, de N. de Nicolay Daulphinoys, seigneur d’Arfeuille, valet de chambre, & Geographe ordinaire du Roy. Avec les figures au naturel tant d’hommes que de femmes selon la diversité des nations, & de leur port, maintien, & habitz, Lyon, Guillaume Rouillé, 1567[3],[6]
- Les Quatre premiers livres des navigations et pérégrinations en la Turquie[10],[11] (1568), traduction allemande (Von der Schiffart und Rayss in die Turckey) 1572[12], traduction italienne (Le Navigationi et Viaggi Nella Tvrchia) par Francesco Flori en 1577, traduction anglaise (The Nauigations into Turkie) par T. Washington en 1585. Publications récentes
  -     - Voyage en Orient au XVIe siècle de Nicolas de Nicolay, Dauphinois, par Honoré Pallias, 1857.
    - Dans l'empire de Soliman le Magnifique / Nicolas de Nicolay, présenté et annoté par Christine Gomez-Géraud et Stéphane Yérasimos, Paris, Presses du CNRS, 1989[3],[6].
- Description générale des Pays et Duché de Berry (1567). Publié au XIXe siècle: Description du Berry et diocèse de Bourges au XVIe siècle par Nicolas de Nicolay Dauphinois, géographe et valet de chambre du roi Charles IX [...] avec une notice sur l'auteur par M. Victor Advielle, Paris, A. Aubry et Dumoulin, 1865.
- Description générale du Bourbonnais en 1569, ou Histoire de cette province (villes, bourgs, châteaux, fiefs, monastères, familles anciennes[13] (ouvrage publié et annoté par les soins du comte Maurice d'Irisson d'Hérisson..., Moulins, impr. de C. Desrosiers, 1875). Numérisé.
- Description générale de la ville de Lyon et des anciennes provinces du Lyonnais et du Beaujolais (ouvrage publié et annoté par la Société de Topographie historique de Lyon, et précédée d'une notice sur N. de Nicolay par Victor Advielle, Lyon, impr. de Mougin-Rusand, 1881). (Generalle description de l’antique et celebre cité de Lyon, du païs de Lyonnois et du Beaujollois selon l’assiette, limites et confins d’iceux païs, Paris, BnF, Manuscrits, Français 24106[3])
- La navigation duy Roy d’Escosse Jacques Cinquiesme du nom autour de son Royaume, & Isles Hebrides, & Orchades, soubz la conduicte d’Alexandre Lyndsay, excellent Pilote Escossois, Paris, Gilles Beys, 1583[3].

### Cartographe
Nicolas de Nicolaÿ a réalisé de nombreuses cartes.

### Cartographe du modèle
- Carte des navigations du Nouveau monde[14].

### Traducteur
Nicolas de Nicolaÿ a réalisé une ou des traductions, dont :
- L'art de naviguer, contenant toutes les reigles, secrets, & enseignemens necessaires à la bonne navigation, livre de Pedro de Medina.

## Hommages
Une rue de Montluçon (Allier) porte son nom (rue Nicolaÿ).